# Deutsches Aphorismus-Archiv
Das Deutsche Aphorismus-Archiv ist ein Institut, das sich mit Aphorismen beschäftigt.
Es befindet sich seit 2019 an der Heinrich-Heine-Universität in Düsseldorf. Zuvor war es in den Räumlichkeiten des Stadtmuseums Hattingen im Stadtteil Blankenstein untergebracht. Das Archiv wurde 2006 von der Stadt Hattingen ins Leben gerufen, nachdem der Vorschlag 2005 auf dem alljährlichen Hattinger Aphoristikertreffen positiv aufgenommen worden war. Es wurde vom Förderverein DAphA Hattingen unterstützt. Federführend sind Jürgen Wilbert und Friedemann Spicker. Zu den Zielen der Arbeit gehörte der Aufbau einer Bibliothek und einer Datenbank. Die Bestände umfassen über 3.500 bibliothekarische Einheiten.
Ab 2016 wurden die Bestände aus Platzgründen nach und nach zur Heinrich-Heine-Universität Düsseldorf verlagert.
2019 war der Umzug des Archivs nach einem fünfjährigen Prozess abgeschlossen.